# Ceradocus rubromaculatus
Ceradocus rubromaculatus är en kräftdjursart som först beskrevs av William Stimpson 1856.  Ceradocus rubromaculatus ingår i släktet Ceradocus och familjen Melitidae. Inga underarter finns listade i Catalogue of Life.